# Lexus RZ
Lexus RZ — повністю електричний компактний кросовер-позашляховик, вироблений Lexus.

## Опис

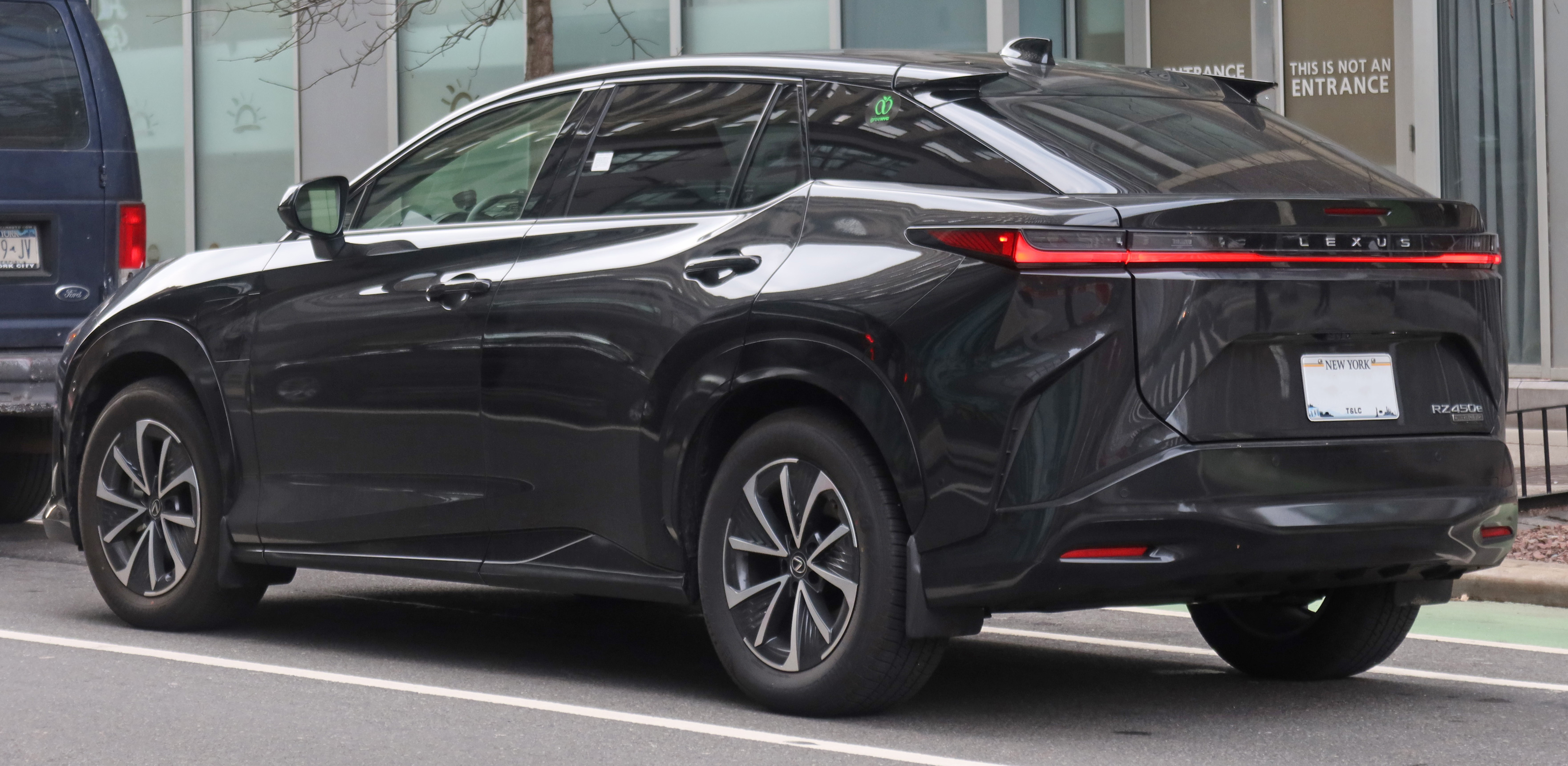
Lexus RZ 450e

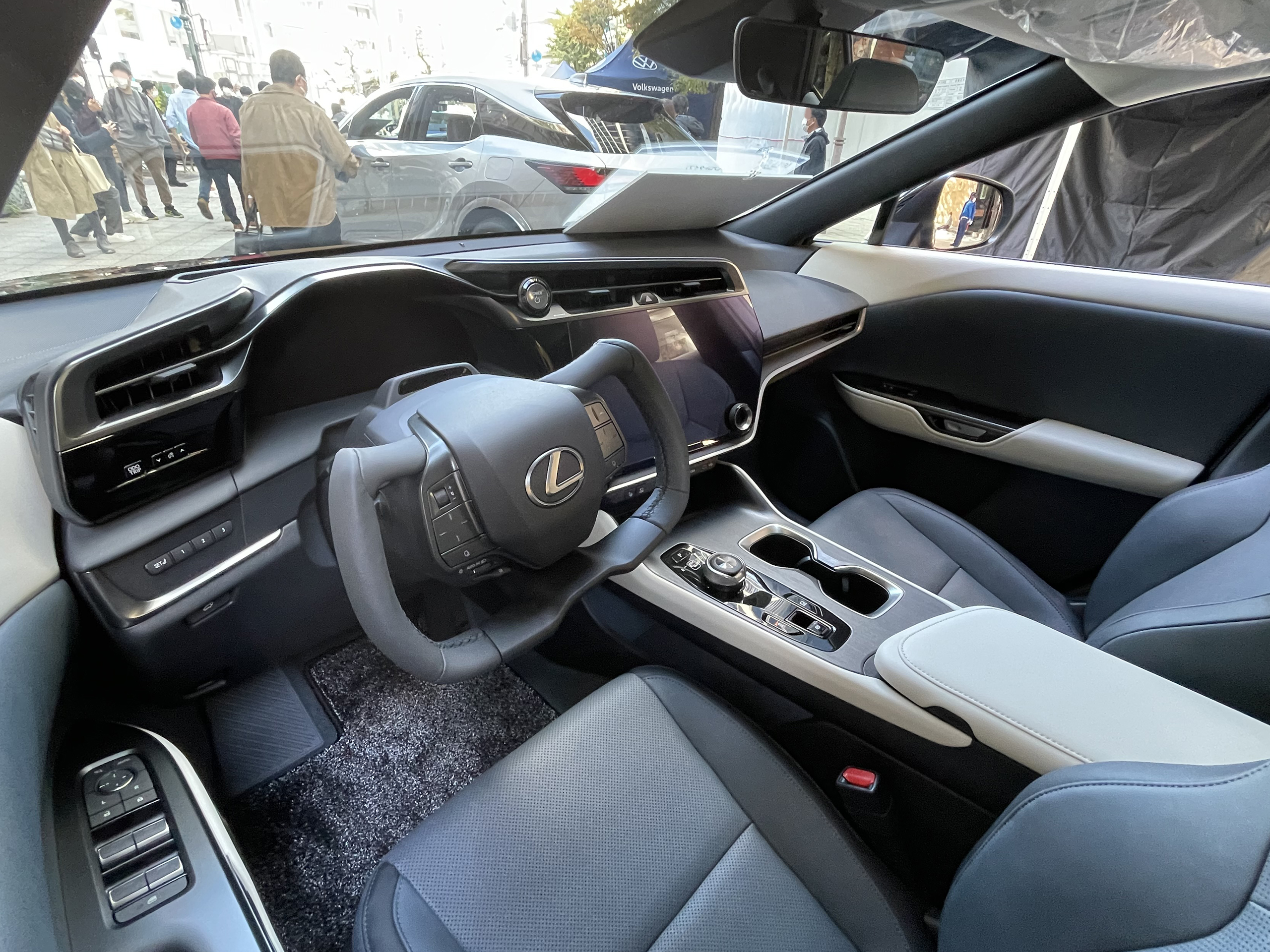

Показаний у березні концепт Lexus LF-Z Electrified до кінця 2022 року перетвориться на серійний електрокар Lexus RZ 450e, який продаватиметься в Японії, Європі та, можливо, у США. Середньорозмірний кросовер базується на платформі e-TNGA, що поєднує його з моделями Toyota bZ4X та Subaru Solterra. Два електродвигуни, упаковані в модулі e-axle, забезпечать повний привід за технологією Direct4 (Toyota Electric AWD).
Середньорозмірний кросовер отримав літієво-іонну батарею ємністю 90 кВт·год, що забезпечує запас ходу 600 км (WLTP).

## Двигуни
- RZ 300e 1×1XM AC 204 к.с. (перед) (XEBM10)
- RZ 450e 1×1XM AC 204 к.с. (перед) + 1×1YM AC 109 к.с. (зад) сумарно 313 к.с. (XEBM15)

## Продаж
| Рік  | США   |
| ---- | ----- |
| 2023 | 5,386 |
| 2024 | 9,697 |